# Tramwaje w Chihuahua
Tramwaje w Chihuahua − zlikwidowany system komunikacji tramwajowej w meksykańskim mieście Chihuahua, działający w latach 1887–1922.

## Historia
Pierwszą trasę tramwaju konnego w Chihuahua otwarto w 1887. Trasa zaczynała się przy centralnym dworcu kolejowym, a kończyła się na końcówce Plaza de Armas. Operatorem linii była spółka Ferrocarril Urbano de Chihuahua. Tabor pochodził z John Stephenson Company z Nowego Jorku. W 1908 została założona spółka Compañía Eléctrica y de Ferrocarriles de Chihuahua, która miała zbudować i uruchomić system tramwaju elektrycznego. 13 lipca 1908 spółka zakupiła 6 otwartych tramwajów w American Car Company. 4 października 1908 zainaugurowano kursowanie tramwajów elektrycznych. W ciągu następnych dwóch lat zakupiono 10 wagonów silnikowych i 8 doczepnych wyprodukowanych w zakładach Brill. Zajezdnia tramwajowa znajdowała się w pobliżu centralnego dworca kolejowego. W ciągu kolejnych lat sieć tramwajową rozbudowano, połączyła ona między innymi dwa dworce kolejowe oraz dwa sanktuaria Nombre de Dios i Santuario de Guadalupe. Tramwaje w Chihuahua zlikwidowano w 1922. 